# Mariëlle Fiolet
Mariëlle Fiolet (Middelburg, 14 juli 1943) is een Nederlandse actrice. Van eind jaren zestig tot eind jaren negentig speelde zij rollen in diverse films en series.

## Filmografie
- Monserieur Hawarden - Dienstmeisje (1968)
- Vic Singel (1970)
- De Worstelaar (1970)
- Geen paniek - Roosje (1973)
- Because of the Cats - Mevrouw van der Valk (1973)
- Het testament van Edgar Allan Poe (1975)
- Klaverweide - Mevrouw van Wemelen (1975)
- Een stille liefde (1977)
- Dubbelleven - Anna Rietveld (1978)
- Dokter Glas - Anna (1979)
- Martijn en de magiër - Ankie Vonk (1979)
- Lucifer - Belial (1981)
- Mensen zoals jij en ik - Moeder (1982)
- Het bloed kruipt - Mevrouw Straathof (1985)
- Zeg 'ns Aaa - Marjan (1986)
- Handen omhoog (1988)
- Oppassen!!! - Janine (1991), Jeannette (2003)
- Villa Borghese (1991)
- Niemand de deur uit! - Nancy Veenstra (1993)
- Het Zonnetje in Huis - Marjan (1994-1995)
- Onderweg naar morgen - Elizabeth de Ridder (1997)
- Ben zo terug - Katoucha (1999)
- Goede tijden, slechte tijden - Nel de Wolf (2000, 2002)